# Robert James Blattner
Robert James Blattner (* 6. August 1931 in Milwaukee; † 13. Juni 2015) war ein US-amerikanischer Mathematiker.
Blattner studierte an der Harvard University mit dem Bachelor-Abschluss 1953 und wurde 1957 an der University of Chicago bei Irving Segal promoviert (Group Representations and Operator Rings). Als Post-Doktorand war er Instructor an der University of California, Los Angeles (UCLA). Er war Professor an der UCLA (bis auf die Zeit 1973 bis 1975 als Professor an der University of Massachusetts). 1981 bis 1984 stand er der Mathematik-Fakultät an der UCLA vor. Ab 1993 war er Professor Emeritus.
Er war 1961/62 (und 1981) am Massachusetts Institute of Technology und 1964/65 am Institute for Advanced Study und Gastwissenschaftler am MSRI und an der University of Warwick.
Er befasste sich mit Darstellungstheorie von Lie-Gruppen (wo Blattner´s Vermutung nach ihm benannt ist), Harmonischer Analysis und Geometrischer Quantisierung.
Er war Fellow der American Mathematical Society und der American Association for the Advancement of Science.